# Tadzjikistan i olympiska vinterspelen 2010
Tadzjikistan deltog vid de olympiska vinterspelen 2010 i Vancouver. Tadzjikistans trupp bestod av endast en idrottare, Andrej Drygin, som tävlade i alpin skidåkning.

## Alpin skidåkning

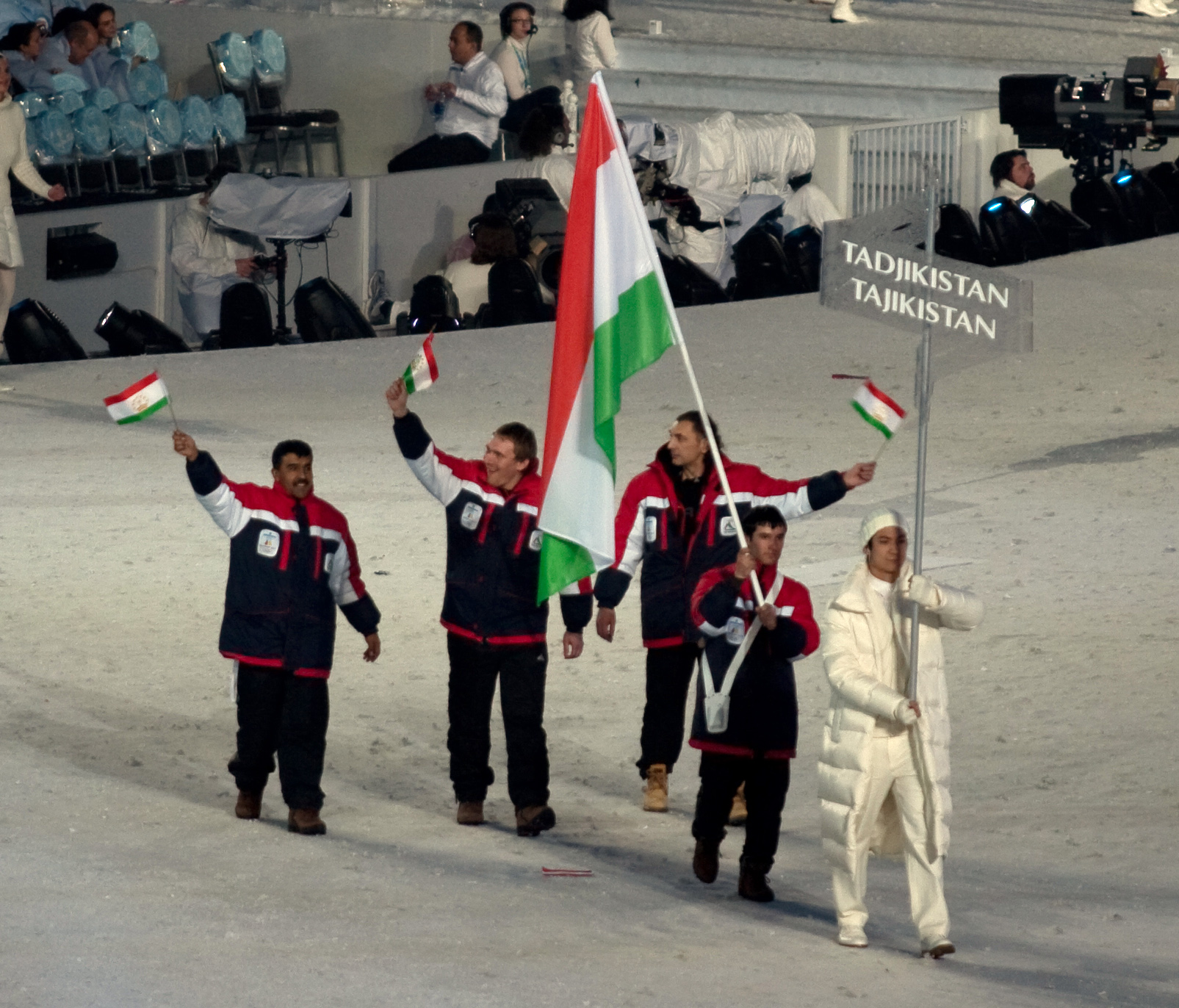
Tadzjikistans delegation under öppningsceremonin.

| Namn          | Gren       | Första åket | Andra åket | Totalt  | Plats |
| ------------- | ---------- | ----------- | ---------- | ------- | ----- |
| Andrej Drygin | Storslalom | 1:25.82     | 1:29.47    | 2:55.29 | 57    |
| Andrej Drygin | Slalom     | DNF         | DNF        | DNF     | DNF   |
| Andrej Drygin | Störtlopp  |             |            | 2:04.44 | 59    |
| Andrej Drygin | Super-G    |             |            | 1:38.03 | 44    |